# SN 2008M
SN 2008M – supernowa typu II-P odkryta 15 stycznia 2008 roku w galaktyce E121-G26. W momencie odkrycia miała maksymalną jasność 15,50m.